# Veliki pozdrav
Veliki pozdrav (eng., The Big Goodbye) je jedanaesta epizoda prve sezone američke znanstveno-fantastične serije Zvjezdane staze: Nova generacija.

## Radnja
Enterprise je na putu prema planetu Torona IV gdje bi se kapetan Picard trebao susresti s predstavnicima Jarada. Jaradi su insektoidna vrsta poznata po svojoj osjetljivosti, o čemu najbolje govori činjenica da je za njih uvreda čak i najmanja pogreška u izgovoru pozdravnog govora prilikom prvog susreta.
Kako bi odmorio misli od predstojećeg susreta kapetan Picard odlučuje posjetiti upravo unaprijeđeni holodeck kao Dixon Hill, privatni istražitelj iz San Francisca ranih 40-ih godina 20. stoljeća, koji je bio njegov omiljeni lik tijekom djetinjstva. Prvi Picardov susret s umjetnim svijetom i njegovom stvarnošću je, najblaže rečeno, dojmljiv. Dok se on još uvijek pokušava priviknuti na njega, u njegov ured, odnosno ured Dixona Hilla, ulazi Jessica Bradley, prekrasna plavuša koja ga želi unajmiti kako bi otkrio tko ju pokušava ubiti.

Nakon njenog odlaska Picard nakratko napušta holodeck, no ubrzo se vraća i to ovaj put u pratnji Date i profesora Whalena koji su poput njega oduševljeni prividom realnosti umjetno stvorenog svijeta. Tijekom njihove šetnje San Franciscom Picard otkriva da je Jessica Bradley ubijena. Gotovo u istom trenutku prilaze im dva policajca koji Picarda optužuju za ubojstvo Jessice Bradley.
Za to vrijeme Enterprise iznenada netko skenira uzrokujući privremene smetnje u radu velike većine brodskih sustava. Ubrzo nakon toga Jarade se javljaju, no kada im se umjesto kapetana Picarda javi običan zapovjednik, tj. Riker, uvrijeđeno prekidaju komunikaciju uz upozorenje da se nadaju kako njihov skorašnji službeni susret neće proći ovako loše.
Za to vrijeme doktorica Crusher se uz određene tehničke probleme prilikom ulaska u holodek pridružuje društvu koje je se u tome trenutku nalazi u policijskoj postaji gdje Picarda, tj. Dixona Hilla, ispituju o ubojstvu Jessice Bradley.

Dok oni oduševljeni uživaju u svijetu 40-ih,  Geordi, kojeg je Riker poslao da pronađe Picarda, otkriva da je holodek na neki način oštećen i da je do osoba koje su njemu nemoguće doći.
Za to vrijeme Picard se uz pomoć svog prijatelja u policiji uspijeva osloboditi optužbi i s ostatkom društva kreće u zadnje razgledavanje grada prije povratka u stvarnost i susreta s Jaradama. Zadnja postaja razgledavanja je sam ured Dixona Hilla, no tamo ih čeka malo iznenađenje u liku gospodina Leecha. Kada oni, ne obraćajući previše pažnje na njega, pokušaju napustiti ured, on vadi pištolj i prijeteći zahtijeva da mu Picard da stvar koju je trebao naći. Whalen uvjeren da mu se u holodecku ne može ništa loše desiti, pokušava ga uvjeriti kako mu je bolje da ih pusti na miru, no Leech odmah hladnokrvno puca u njega. Na opće iznenađenje sviju, Whalen je ozbiljno ozlijeđen, iako mu se nije trebalo ništa desiti.

Shvaćajući da je nešto krenulo krivo Picard oduzima Leechu oružje i izbacuje ga iz ureda. No to je jedino što je u stanju uraditi, jer ubrzo otkrivaju da su zarobljeni u holodeku. U uredu se ponovo pojavljuje Leech, ovaj put u pratnji svog šefa Cyrusa Redblocka. Uskoro se pojavljuje i Hillov prijatelj policajac, no i on se brzo nađe s Picardom s krive strane nišana.
Uvjeren u svoju nadmoć, Cyrus Redblock još jednom traži od Picarda da mu vrati stvar koju je pronašao ili će još netko nastradati. Picard u početku tvrdi da uopće nema ono što on traži, no kada Redblock zaprijeti da će ubiti doktoricu Crusher, popušta i priznaje da je stvar kod njega.  
Za to vrijeme Geordi i Wesley otkrivaju da je za kvar holodecka krivo nedavno skeniranje, no da će sam kvar možda biti jako teško otkloniti. Čak bi i sam pokušaj njegovog otklanjanja mogao izazvati isključivanje holodecka i nestajanje svega u njemu uključujući i kapetana Picarda i svih ostalih. Svjestan rizika koji nejavljanje kapetana Picarda Jaradama predstavlja za cijeli brod, Riker naređuje da pokušaju popraviti kvar.
Za to vrijeme Picard i Data pokušavaju uvjeriti Redblocka da oni zapravo nisu iz njihovoga svijeta, nego iz drugoga, svjesni da nemaju ono što Redblock od njih traži i da im zbog toga najvjerojatnije prijeti smrt. U samome početku Redblock im ne vjeruje, no kada se iznenada cijeli ured na trenutak pretvori u snijegom okovanu pustopoljinu, shvaća da oni zapravo govore istinu. Kada se nakon toga vrata holodecka napokon otvore, Redblock i Leech oduševljeno odlaze u novi svijet i istog trenutka kada stupe u njega - nestaju.
Sada, kada se stanje u holodecku napokon vratilo u normalu, Data i Beverly odvode Whalena u bolnicu, dok Picard dolazi na zapovjedni most upravo u vrijeme predviđenog kontakta s Jaredama i na opće olakšanje bez problema ih pozdravlja na njihovome jeziku.

## Vanjske poveznice
- The Big Goodbye na startrek.com   Arhivirana inačica izvorne stranice od 5. srpnja 2009. (Wayback Machine)